# تنام أبيض المنقار
تنام أبيض المنقار (الاسم العلمي: Nothura boraquira) هو نوع من الطيور يتبع جنس التنام متشابه من فصيلة التنامية.